# Pyratula ruficronis
Pyratula ruficronis är en tvåvingeart som först beskrevs av Zetterstedt 1851.  Pyratula ruficronis ingår i släktet Pyratula och familjen platthornsmyggor. Inga underarter finns listade i Catalogue of Life.